# 三浦義雄
三浦 義雄（みうら よしお、1950年 - 2005年）は、日本の環境哲学者。日本大学・神奈川大学・工学院大学などの非常勤講師。学位は博士（哲学）。神奈川県出身。ペンネームは三浦 誠一。専攻は物理学および哲学（ハイデガー）。
専修大学卒業（物理学）、中央大学大学院後期課程修了（哲学）。日本大学生物資源科学部・松戸歯学部非常勤講師（哲学）、神奈川大学 非常勤講師（技術論）、工学院大学 非常勤講師（英語）などを務めた。
人間社会をとりまく地球環境問題を一般哲学・自然科学・社会科学の各方面から捉えようとする研究を重ねた。晩年の研究では、成長し続けることでしか体制を維持できない株式会社システムや、巨大財閥の戦略、石油エネルギーの大量消費による影響が色濃くなる地球環境と人間社会の近未来像に焦点を当てた。
2005年4月、相模原市の自宅で急死した。

## 著作
- 『滅びのアテナ 〜自然と人間社会とのかかわり〜』（1998年、北樹出版）
- 『テクノロジー論の新たな試み』（2004年、学生向け私版）
- 『成長のシノピア』（2005年、逝去により原稿は現存しない）